# The Real Blonde
The Real Blonde (Una rubia auténtica, en España) es una película de 1997 escrita y dirigida por Tom DiCillo. Protagonizada por Matthew Modine, Catherine Keener y Maxwell Caulfield, la película es una sátira de la industria de la moda y entretenimiento de Nueva York.

## Sinopsis
Joe (Matthew Modine) es un aspirante a actor que trabaja como lavaplatos en un restaurante de clase alta. Su novia Mary (Catherine Keener), trabaja como cosmetóloga para la industria de la moda y en gran parte lo apoya con sus ingresos. Joe está más preocupado por expresarse artísticamente que con obtener un buen trabajo, y ha rechazado algunos trabajos como actor por no cumplir con sus pretensiones artísticas. Mary apoya a Joe, pero lo impulsa a aceptar cualquier papel. Mientras tanto, su compañero de trabajo Bob (Maxwell Caulfield), tiene un lucrativo papel en una telenovela. Bob es un actor formado de manera clásica, pero está dispuesto a aceptar cualquier trabajo a cambio de dinero. Mientras tanto, está obsesionado por poder encontrar a una mujer rubia totalmente natural.

## Reparto
- Matthew Modine - Joe
- Catherine Keener - Mary
- Maxwell Caulfield - Bob
- Daryl Hannah - Kelly
- Elizabeth Berkley - Tina
- Marlo Thomas - Blair
- Bridgette Wilson - Sahara
- Buck Henry - Dr. Leuter
- Christopher Lloyd - Ernst
- Kathleen Turner - Dee Dee Taylor
- Denis Leary - Doug
- Bronson Picket - Rubio
- Steve Buscemi - Nick
- Dave Chappelle - Zee